# Anthony Powell
Anthony Powell, född 21 december 1905 i Westminster i London, död 28 mars 2000 i Frome i Somerset, var en brittisk författare.

## Biografi
Powell kom från en släkt av officerare och godsägare. Han utbildade sig vid Eton och Oxford 1919-1925 och slog sig 1926 ned i London där han efterhand kom att ägna sig åt författande. Han deltog i andra världskriget men ansågs en smula för gammal och befann sig ofta långt från fronten på olika departement, staber och liknande.
Powell skrev i en kvick och ironisk stil som kan påminna om P. G. Wodehouse eller Evelyn Waugh. Han har blivit mest känd för sin svit A dance to the music of time som utkom i tolv delar 1951-1975. Sviten, som ofta jämförts med Prousts På spaning efter den tid som flytt, dokumenterar över 50 år av den brittiska överklassens liv och skildrar i huvudsakligen fyra vänner: Jenkins (Powells eget alter ego), Stringham, Templer samt den komplexe Widmerpool.